# Mario Arqués
Mario Arqués Blasco (n. Alicante, 19 de enero de 1992) más conocido como Mario Arqués es un futbolista español que juega en la demarcación de centrocampista para el Kelantan FA de la Superliga de Malasia.

## Trayectoria
Arqués nacido en Alicante, es un centrocampista formado en el fútbol base del Villarreal CF, tras llegar al Villarreal Club de Fútbol "C" de Tercera División, en la temporada 2011-12 fue cedido al Orihuela CF de Segunda División B. 
Durante la siguiente temporada, Arqués se enroló en las filas del Valencia CF Mestalla también de Segunda División B. Apareció regularmente para el equipo en el transcurso de dos temporadas y fue convocado con el primer equipo del Valencia CF en un empate 1–1 de Copa del Rey en casa contra el Real Madrid el 23 de enero de 2013. 
El 22 de julio de 2014, Arqués firmó un contrato de dos años con el Elche Ilicitano Club de Fútbol de Segunda División B. Hizo su debut con el primer equipo del Elche CF en Primera División el 25 de abril de 2015, reemplazando a Pedro Mosquera en el minuto 85 de una derrota por 0-3 contra el Atlético de Madrid.
El 18 de agosto de 2015, Arqués se unió al Sporting de Gijón B de Segunda División B.
El 9 de agosto de 2016, abandonaría el conjunto gijonés para firma por el CD Alcoyano.
En verano de 2017, emprende su primera aventura al extranjero firmando por el FK Karpaty Lviv.
En enero de 2018, el mediocentro alicantino regresa a las filas del CD Alcoyano, tras haberse recuperado de una lesión que le impediriía jugar la primera vuelta en el fútbol ucraniano con el Karpaty Lviv de la Premier League ucraniana.
El 3 de septiembre de 2018, Arqués se unió al Jamshedpur FC de la Superliga de India.
El 29 de mayo de 2019, Mario Arqués se unió al Kerala Blasters de la Superliga de India dirigido por Antonio Iriondo.
El 15 de febrero de 2021, firma por el Kelantan FA de la Superliga de Malasia.
El 30 de octubre de 2021, firma por el Newcastle United Jets Football Club de la A-League.
El 12 de agosto de 2022, firma por el Sông Lam Nghệ An FC de la V.League 1 vietnamita.
El 31 de enero de 2023, firma por el Kelantan FA de la Superliga de Malasia.

## Clubes
| Club                                | País      | Año       |
| ----------------------------------- | --------- | --------- |
| Villarreal Club de Fútbol "C"       | España    | 2011      |
| Orihuela CF                         | España    | 2011-2012 |
| Valencia Club de Fútbol Mestalla    | España    | 2012-2014 |
| Elche Ilicitano Club de Fútbol      | España    | 2014-2015 |
| Elche Club de Fútbol                | España    | 2015      |
| Real Sporting de Gijón "B"          | España    | 2015-2016 |
| CD Alcoyano                         | España    | 2016-2017 |
| FK Karpaty Lviv                     | Ucrania   | 2017-2018 |
| CD Alcoyano                         | España    | 2018-2019 |
| Jamshedpur FC                       | India     | 2019      |
| Kerala Blasters                     | India     | 2019-2021 |
| Kelantan FA                         | Malasia   | 2021      |
| Newcastle United Jets Football Club | Australia | 2021-2022 |
| Sông Lam Nghệ An FC                 | Vietnam   | 2022      |
| Kelantan FA                         | Malasia   | 2023-     |